# Костюк, Андрей Васильевич
Костюк Андрей Васильевич (28 ноября 1920, Гуровцы, Бердичевский округ — 4 июля 2004, Винница) — Герой Советского Союза, подполковник,

## Биография
Родился 28 ноября 1920 в селе Гуровцы ныне Казатинского района Винницкой области в семье крестьянина. Украинец.
Окончил 10 классов. Работал техническим секретарём Казатинского райкома партии. В Красной Армии с января 1941. Окончил Днепропетровское артиллерийское училище в Томске в марте 1942.

### Во время войны
В действующей армии с июня 1942. Командир миномётной батареи 12-го гвардейского кавалерийского полка (3-я гвардейская кавалерийская дивизия, 2-й гвардейский кавалерийский корпус, 1-й Белорусский фронт) гвардии капитан Костюк 31.01.-04.02.1945 огнём батареи при отражении контратак противника в районе населённого пункта Фледерборн (ныне Подгае, 7 км южнее города Оконек, Польша) уничтожил большое количество гитлеровцев. 01-02.03.45, действуя в группе захвата, батарея уничтожила несколько дотов в районе железнодорожной станции Ойленбург (ныне Сильново, 16 км юго-западнее города Щецинек, Польша), захватила вокзал и удерживала его до подхода подкрепления.
Звание Героя Советского Союза присвоено 31.05.1945.

### После войны
С 1945 подполковник Костюк — в запасе. Жил в Виннице. В 1950 окончил Ленинградскую школу МВД. До 1968 работал в органах МВД, затем военруком, директором школы № 2 в Виннице. Награждён орденами Ленина, Богдана Хмельницкого III ст., Отечественной войны I и II ст., Красной Звезды, медалями.